# Brad Finstad
Bradley Howard Finstad, detto Brad (New Ulm, 30 maggio 1976), è un politico statunitense, membro della Camera dei rappresentanti per il 1º distretto del Minnesota a partire dal 12 agosto 2022.

## Biografia
Finstad nasce a New Ulm, nel Minnesota. Contadino di quarta generazione, è cresciuto nella fattoria di famiglia nella contea di Brown. Si è laureato in scienze agrarie all'Università del Minnesota, per poi entrare a far parte del dipartimento delle risorse umane della Christensen Family Farms nella stessa contea in cui è cresciuto. Successivamente è stato per un breve periodo direttore di area per il Minnesota Farm Bureau prima di entrare a far parte dello staff del deputato Mark Kennedy, servendo come consulente agricolo.
Repubblicano, è entrato in politica nel 2002, quando è stato eletto al Congresso del Minnesota rimanendovi in carica fino al 2009. Durante il suo mandato ha fatto parte del comitato consultivo per la salute rurale sotto l'allora governatore Tim Pawlenty.
Nel novembre 2017 fu indicato dal presidente Donald Trump come direttore dell'USDA Rural Development per il Minnesota, rimanendovi in carica fino al 2021.
Nel 2022 si è candidato alle elezioni speciali per il 1º distretto del Minnesota al Congresso americano in seguito alla morte del deputato in carica Jim Hagedorn. Risultò poi eletto con il 50,7% battendo lo sfidante democratico Jeff Ettinger.